# No Rest for the Wicked (Helix)
No Rest for the Wicked è il terzo album in studio dei Helix, uscito nel 1983 per l'Etichetta discografica Capitol Records.

## Tracce
1. Does a Fool Ever Learn (Schwartz) 3:29
2. Let's All Do It Tonight 2:52
3. Heavy Metal Love (Hackman, Vollmer) 3:03
4. Check Out the Love (Hackman, Vollmer) 3:03
5. No Rest for the Wicked (Hackman, Vollmer)3:14
6. Don't Get Mad, Get Even (Dal Bello, Thorney) 3:23
7. Ain't No High Like Rock 'N' Roll 3:34
8. Dirty Dog (Vollmer) 3:35
9. Never Want to Lose You 3:10
10. White Lace and Black Leather 3:44

## Formazione
- Brian Vollmer - vocals
- Paul Hackman - chitarra
- Brent Doerner - chitarra
- Mike Uzelac - basso
- Greg "Fritz" Hinz - batteria